# José Adamo Belato
José Adamo Belato (Campanha, 25 de outubro de 1946) é um advogado, empresário e político brasileiro do estado de Minas Gerais.
Nascido em Monsenhor Paulo, na época ainda distrito de Campanha (Minas Gerais), José Belato foi vereador na Câmara municipal de Monsenhor Paulo (1970-1976) e prefeito do mesmo município em três mandatos, sendo o primeiro no período de 1982 a 1986 e os outros dois, no período de 1996 a 2004. Foi também deputado estadual constituinte de Minas Gerais na 11ªlegislatura (1987-1991), pelo PMDB.
.
Licenciou-se da Assembleia Legislativa para ocupar o cargo de secretário de Estado de Esportes, Lazer e Turismo. Foi eleito deputado federal por Minas Gerais, durante a 49ª Legislatura da Câmara (1991-1995)